# Antoine Cariot
Antoine Cariot  (1820-1883) fue un religioso, botánico y pteridólogo francés.
Poseyó, por intensas recolecciones entre 1836 y 1877, de un herbario de 7080 especies vegetales, tanto de Angiospermas, Bryophyta, Pteridophyta y de líquenes provenientes de África y de Europa sobre todo de Francia, conservadas en el Herbario de la Universidad de Lyon. Y luego hay 103 especímenes colectados en 1876, principalmente de Angiospermas, correspondientes a un peregrinaje a Roma.

## Algunas publicaciones
- 1854. Étude des fleurs, botanique élémentaire, descriptive et usuelle, par Ludovic Chirat. 2ª ed. entièrement revue... par l'abbé Cariot. Ed. Girard & Josserand
- 1857. Notice biographique sur M. l'abbé Chirat de Souzy. Ed. Girard & Josserand. 38 pp.
- 1865. Étude des fleurs. Botannique élémentaire, descriptive et usuelle. 3ª ed., entièrement revue et... augmentée par l'abbé Cariot. Ed. Girard & Josserand
- 1872. Étude des fleurs. Botannique élémentaire, descriptive et usuelle. 3ª ed., entièrement revue et... augmentée par l'abbé Cariot. Ed. Girard & Josserand
- 1878. Catalogue des plantes qui croissent aux environs de Brides-les-Bains, Salins et Moutiers. Ed. Impr. de C. Riotor. 11 pp.
- 1879. Étude des fleurs. Botanique élémentaire, descriptive et usuelle. 6ª ed., renfermant la flore du bassin moyen du Rhône et de la Loire. Ed. P.-N. Josserand
- 1888. Étude des fleurs. Botanique élémentaire, descriptive et usuelle. 6ª ed., renfermant la flore du bassin moyen du Rhône et de la Loire. Ed. Vitte & Perrussel
- 1897. Botanique élémentaire descriptive et usuelle, par l'abbé Cariot et le Dr Saint-Lager,... 8ª ed. Ed. E. Vitte

## Libros
- Cariot, A. 1856. Le Guide du botaniste à la Grande-Chartreuse et à Chalais. Ed. Girard & Josserand. 72 pp.
- 1860. Étude des fleurs. Botannique élémentaire, descriptive et usuelle. 3ª ed., entièrement revue et... augmentée par l'abbé Cariot. Ed. Girard & Josserand. 896 pp.
- ----; J-B Saint-Lager. 1889. Étude des fleurs. Botanique élémentaire, descriptive et usuelle. 8ª ed. Tomo II.

### Fuente
- Philippe Jaussaud & Édouard R. Brygoo. 2004. Del Jardín al Museo en 516 biografías. Muséum national d’histoire naturelle de Paris : 630 pp.

- Datos: Q5697398
- Multimedia: Antoine Cariot / Q5697398
- Especies: Antoine Cariot